# Рольф Гольмберг
Рольф Йоган Ос Гольмберг (норв. Rolf Johan Aas Holmberg, 24 серпня 1914, Йерпен — 5 липня 1979, Шієн) — норвезький футболіст, що грав на позиції півзахисника за клуб «Одд», а також національну збірну Норвегії.

## Клубна кар'єра
У футболі відомий виступами у команді «Одд», кольори якої і захищав протягом усієї своєї кар'єри гравця. 
| Дата       | Місто             | Господарі  | Результат | Гості     | Турнір                        | Голи | Примітки |
| ---------- | ----------------- | ---------- | --------- | --------- | ----------------------------- | ---- | -------- |
| 26.07.1936 | Стокгольм         | Швеція     | 3 – 4     | Норвегія  | товариський матч              | -    |          |
| 03.08.1936 | Берлін            | Норвегія   | 4 – 0     | Туреччина | Олімпійські ігри 1936         | -    |          |
| 07.08.1936 | Берлін            | Німеччина  | 0 – 2     | Норвегія  | Олімпійські ігри 1936         | -    |          |
| 10.08.1936 | Берлін            | Італія     | 2 – 1     | Норвегія  | Олімпійські ігри 1936         | -    |          |
| 13.08.1936 | Берлін            | Норвегія   | 3 – 2     | Польща    | Олімпійські ігри 1936         | -    |          |
| 06.09.1936 | Осло              | Норвегія   | 0 – 2     | Фінляндія | Чемпіонат П. Європи 1933-1936 | -    |          |
| 20.09.1936 | Осло              | Норвегія   | 3 – 3     | Данія     | Чемпіонат П. Європи 1933-1936 | -    |          |
| 01.11.1936 | Амстердам         | Нідерланди | 3 – 3     | Норвегія  | товариський матч              | -    |          |
| 14.05.1937 | Осло              | Норвегія   | 0 – 6     | Англія    | товариський матч              | -    |          |
| 27.05.1937 | Осло              | Норвегія   | 1 – 3     | Італія    | товариський матч              | -    |          |
| 13.06.1937 | Копенгаген        | Данія      | 5 – 1     | Норвегія  | Чемпіонат П. Європи 1937-1947 | -    |          |
| 05.09.1937 | Гельсінкі         | Фінляндія  | 0 – 2     | Норвегія  | Чемпіонат П. Європи 1937-1947 | -    |          |
| 19.09.1937 | Осло              | Норвегія   | 3 – 2     | Швеція    | Чемпіонат П. Європи 1937-1947 | -    |          |
| 10.10.1937 | Осло              | Норвегія   | 3 – 2     | Ірландія  | Відбір до ЧС 1938             | -    |          |
| 24.10.1937 | Берлін            | Німеччина  | 3 – 0     | Норвегія  | товариський матч              | -    |          |
| 07.11.1937 | Дублін            | Ірландія   | 3 – 3     | Норвегія  | Відбір до ЧС 1938             | -    |          |
| 31.05.1938 | Осло              | Норвегія   | 1 – 0     | Естонія   | товариський матч              | -    |          |
| 05.06.1938 | Марсель           | Італія     | 2 – 1     | Норвегія  | ЧС 1938                       | -    |          |
| 17.06.1938 | Осло              | Норвегія   | 9 – 0     | Фінляндія | Чемпіонат П. Європи 1937-1947 | -    |          |
| 04.09.1938 | Осло              | Норвегія   | 2 – 1     | Швеція    | товариський матч              | -    |          |
| 18.09.1938 | Осло              | Норвегія   | 1 – 1     | Данія     | Чемпіонат П. Європи 1937-1947 | -    |          |
| 02.10.1938 | Сольна            | Швеція     | 2 – 3     | Норвегія  | Чемпіонат П. Європи 1937-1947 | -    |          |
| 23.10.1938 | Варшава           | Польща     | 2 – 2     | Норвегія  | товариський матч              | -    |          |
| 09.11.1938 | Ньюкасл-апон-Тайн | Англія     | 4 – 0     | Норвегія  | товариський матч              | -    |          |
| 02.06.1939 | Сольна            | Швеція     | 3 – 2     | Норвегія  | товариський матч              | -    |          |
| 03.09.1939 | Гельсінкі         | Фінляндія  | 1 – 2     | Норвегія  | Чемпіонат П. Європи 1937-1947 | -    |          |
| Усього     |                   | Матчів     | 26        |           | Голів                         | 0    |          |

## Титули і досягнення
- Бронзовий олімпійський призер: 1936